# Draconarius agrestis
Draconarius agrestis är en spindelart som beskrevs av Wang 2003. Draconarius agrestis ingår i släktet Draconarius och familjen mörkerspindlar. Inga underarter finns listade i Catalogue of Life.